# Puchar Europy Zdobywczyń Pucharów siatkarek (1986/1987)
Puchar Europy Zdobywczyń Pucharów 1986/1987 – 15. sezon turnieju rozgrywanego od 1978 roku, organizowanego przez Europejską Konfederację Piłki Siatkowej (CEV) w ramach europejskich pucharów dla żeńskich klubowych zespołów siatkarskich "starego kontynentu".

## Drużyny uczestniczące
- Mepal/Orion Doetinchem
- Vallentuna VBK
- Dinamo Tirana
- Olympiakos Nikozja
- Saco Halle
- Bergkameratene
- Sporting CP
- Panathinaikos Ateny
- Traktor Schwerin
- Kommunalnik Mińsk
- Tungsram Budapeszt
- Nelsen Reggio Emilia
- Post Wiedeń
- Akademik Warna
- Milangaz Stambuł
- CJD Feuerbach
- Slávia UK Bratysława
- Mladost Zagrzeb
- VGA Saint-Maur
- Uni Lausanne

## Rozgrywki

### Runda wstępna
| Data       | Drużyna 1              | Wynik | Drużyna 2           | Sety                            |
| ---------- | ---------------------- | ----- | ------------------- | ------------------------------- |
| 08.11.1986 | Mepal/Orion Doetinchem | 3:2   | Vallentuna VBK      | 15:7, 15:9, 12:15, 13:15, 15:13 |
| 09.11.1986 | Mepal/Orion Doetinchem | 3:0   | Vallentuna VBK      | 15:11, 15:0, 15:9               |
| 02.11.1986 | Dinamo Tirana          | 3:0   | Olympiakos Nikozja  | 15:1, 15:0, 15:1                |
| 09.11.1986 | Dinamo Tirana          | 3:0   | Olympiakos Nikozja  | 15:2, 15:0, 15:3                |
| 02.11.1986 | Saco Halle             | 3:0   | Bergkameratene      | 15:10, 15:3, 15:11              |
| 09.11.1986 | Saco Halle             | 3:2   | Bergkameratene      | 15:10, 2:15, 15:9, 9:15, 15:1   |
| 02.11.1986 | Sporting Lizboma       | 3:1   | Panathinaikos Ateny |                                 |
| 09.11.1986 | Sporting Lizboma       | 0:3   | Panathinaikos Ateny |                                 |

### 1/8 finału
| Data       | Drużyna 1              | Wynik | Drużyna 2            | Sety              |
| ---------- | ---------------------- | ----- | -------------------- | ----------------- |
| 06.12.1986 | SC Traktor Schwerin    | 0:3   | Kommunalnik Mińsk    |                   |
|            | SC Traktor Schwerin    |       | Kommunalnik Mińsk    |                   |
| 06.12.1986 | Tungsram Budapeszt     | 3:0   | Panathinaikos Ateny  |                   |
| 07.12.1986 | Tungsram Budapeszt     | 3:0   | Panathinaikos Ateny  |                   |
| 07.12.1986 | Mepal/Orion Doetinchem | 0:3   | Nelsen Reggio Emilia | 7:15, 8:15, 13:15 |
| 13.12.1986 | Mepal/Orion Doetinchem | 0:3   | Nelsen Reggio Emilia | 2:15, 3:15, 6:15  |
| 07.12.1986 | Post Wiedeń            | 3:1   | Akademik Warna       |                   |
|            | Post Wiedeń            |       | Akademik Warna       |                   |
| 06.12.1986 | Milangaz Stambuł       | 1:3   | CJD Feuerbach        |                   |
|            | Milangaz Stambuł       |       | CJD Feuerbach        |                   |
| 06.12.1986 | Slávia UK Bratysława   | 3:0   | Saco Halle           | 15:5, 15:5, 15:1  |
| 13.12.1986 | Slávia UK Bratysława   | 3:0   | Saco Halle           | 15:5, 15:8, 15:2  |
| 07.12.1986 | Mladost Zagrzeb        | 3:0   | VGA Saint-Maur       |                   |
|            | Mladost Zagrzeb        |       | VGA Saint-Maur       |                   |
| 06.12.1986 | Dinamo Tirana          | 3:0   | Uni Lausanne         | 15:5, 15:7, 15:6  |
| 13.12.1986 | Dinamo Tirana          | 3:0   | Uni Lausanne         | 15:3, 15:6, 15:11 |

### Ćwierćfinał
| Data       | Drużyna 1            | Wynik | Drużyna 2            | Sety                      |
| ---------- | -------------------- | ----- | -------------------- | ------------------------- |
|            | Tungsram Budapeszt   |       | Kommunalnik Mińsk    |                           |
|            | Tungsram Budapeszt   |       | Kommunalnik Mińsk    |                           |
| 14.01.1987 | Akademik Warna       | 1:3   | Nelsen Reggio Emilia | 15:10, 0:15, 6:15, 3:15   |
| 17.01.1987 | Akademik Warna       | 0:3   | Nelsen Reggio Emilia | 5:15, 4:15, 9:15          |
| 14.01.1987 | Slávia UK Bratysława | 0:3   | CJD Feuerbach        | 14:16, 13:15, 5:15        |
| 21.01.1987 | Slávia UK Bratysława | 1:3   | CJD Feuerbach        | 10:15, 15:12, 13:15, 3:15 |
| 14.01.1987 | Mladost Zagrzeb      | 0:3   | Dinamo Tirana        | 7:15, 7:15, 12:15         |
| 21.01.1987 | Mladost Zagrzeb      | 1:3   | Dinamo Tirana        | 5:15, 15:9, 12:15, 8:15   |

### Turniej finałowy
Izmir
Tabela
| Lp. | Drużyna              | Pkt | Mecze | Mecze | Mecze | Sety | Sety | Sety  |
| Lp. | Drużyna              | Pkt | M     | W     | P     | wyg. | prz. | ratio |
| --- | -------------------- | --- | ----- | ----- | ----- | ---- | ---- | ----- |
| 1   | Kommunalnik Mińsk    | 6   | 3     | 3     | 0     | 9    | 1    | 9.000 |
| 2   | Nelsen Reggio Emilia | 5   | 3     | 2     | 1     | 7    | 5    | 1.400 |
| 3   | CJD Feuerbach        | 4   | 3     | 1     | 2     | 5    | 7    | 0.714 |
| 4   | Mladost Zagrzeb      | 3   | 3     | 0     | 3     | 1    | 9    | 0.111 |

Wyniki
| Data       | Drużyna 1            | Wynik | Drużyna 2            | Sety                      |
| ---------- | -------------------- | ----- | -------------------- | ------------------------- |
| 13.02.1987 | CJD Feuerbach        | 3:1   | Mladost Zagrzeb      | 15:11, 15:10, 12:15, 15:5 |
| 13.02.1987 | Kommunalnik Mińsk    | 3:1   | Nelsen Reggio Emilia | 15:6, 15:4, 9:15, 15:11   |
|            |                      |       |                      |                           |
| 14.02.1987 | Nelsen Reggio Emilia | 3:2   | CJD Feuerbach        | 18:16, 17:15              |
| 14.02.1987 | Kommunalnik Mińsk    | 3:0   | Mladost Zagrzeb      |                           |
|            |                      |       |                      |                           |
| 15.02.1987 | Kommunalnik Mińsk    | 3:0   | CJD Feuerbach        |                           |
| 15.02.1987 | Nelsen Reggio Emilia | 3:0   | Mladost Zagrzeb      | 15:10, 15:12, 15:11       |

## Klasyfikacja końcowa
| Miejsce | Drużyna              |
| ------- | -------------------- |
| złoto   | Kommunalnik Mińsk    |
| srebro  | Nelsen Reggio Emilia |
| brąz    | CJD Feuerbach        |
| 4.      | Mladost Zagrzeb      |